# Mesembryanthemum crystallinum
Mesembryanthemum crystallinum L., es una especie vegetal de la familia Aizoaceae.

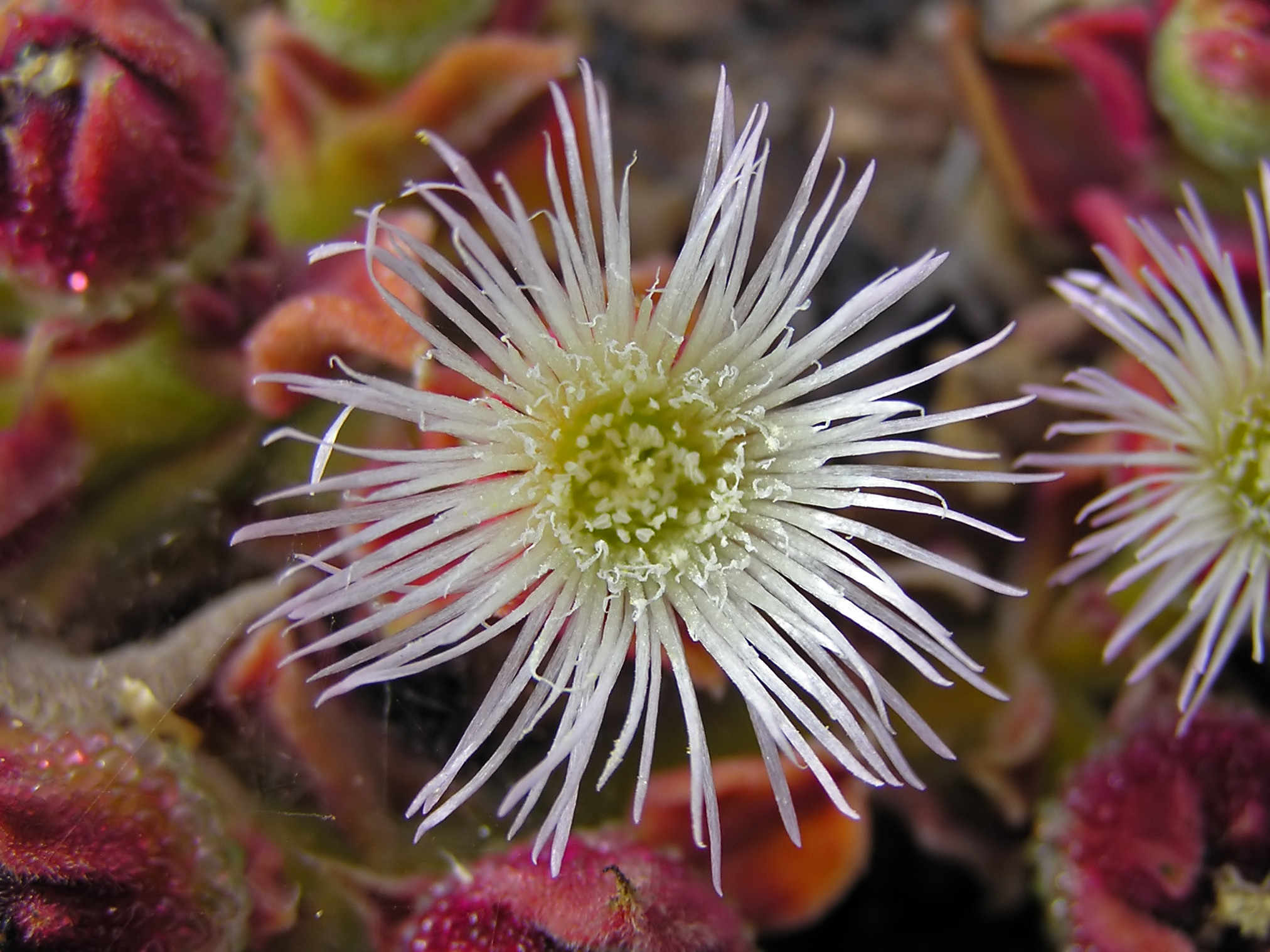
Detalle de la flor

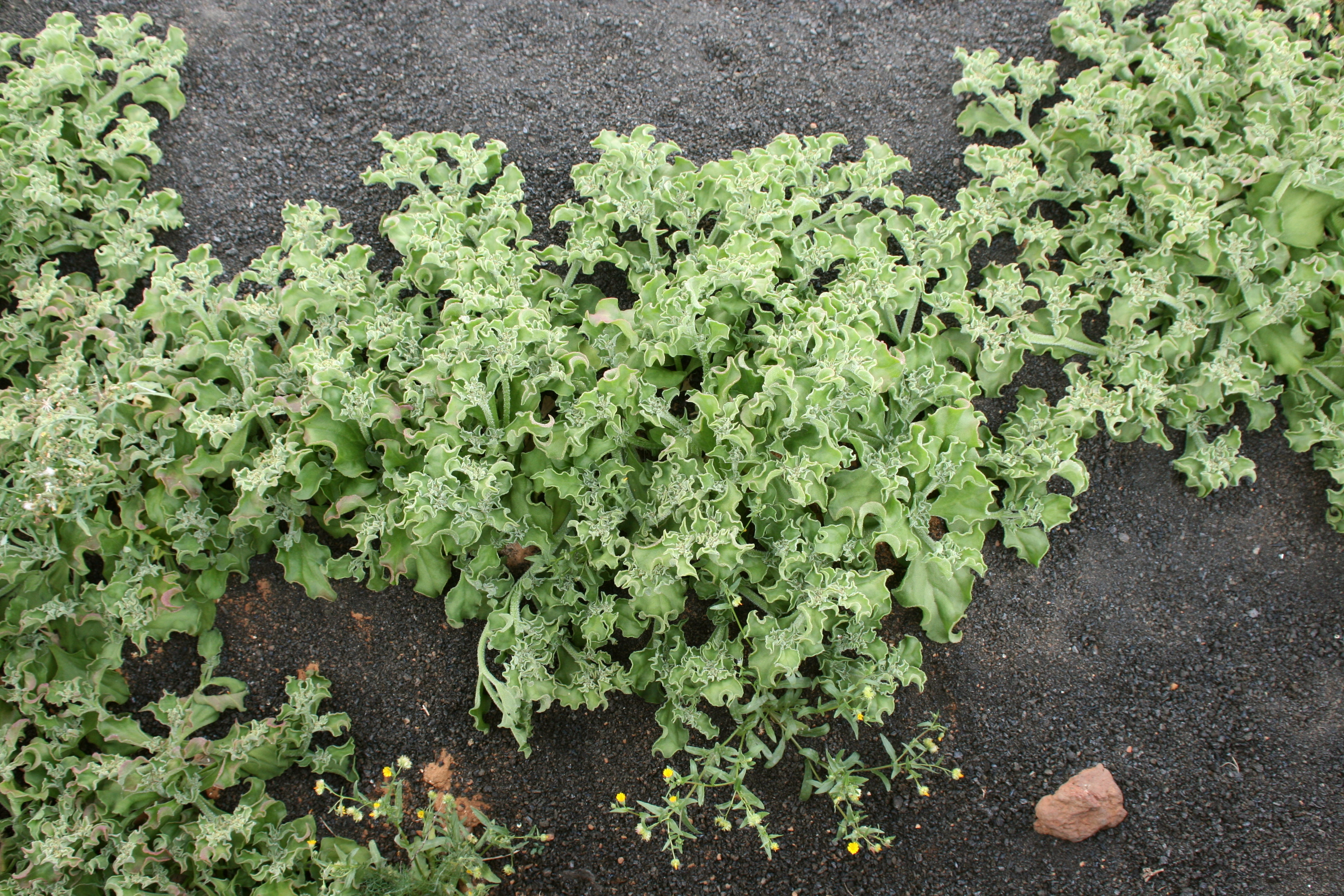
Vista de la planta

## Distribución y hábitat
M. crystallinum es una especie nativa de África, Asia Occidental y Europa, silvestre en las islas Canarias.

## Características
Se trata de una planta con hojas anchas y muy papilosas, verdes, aunque a medida que se aproxima el verano reducen su tamaño y toman un color purpúreo. Flores blancas o un poco rosadas, de hasta 3 cm de diámetro.

## Propiedades y usos
La planta se usó para la obtención de sosa caústica y sus semillas fueron utilizadas por los aborígenes canarios para la elaboración de gofio.
Actualmente su uso principal es ornamental.

## Taxonomía
Mesembryanthemum crystallinum fue descrita por Carlos Linneo y publicado en Species Plantarum 1: 480–481. 1753.
Etimología
Mesembryanthemum: nombre genérico que fue otorgado por Linneo, siguiendo a Dillenius, y supone que tal nombre indica que el embrión suele estar colocado en medio de la flor (del griego: mesós = "colocado en medio" y émbryon = "ser recién nacido" // bot. "germen"; y ánthemon = "flor"). Por el contrario, Breynius, creador de la palabra, escribe Mesembrianthemum y explica su etimología suponiendo que sus flores se abren al mediodía ( mesémbría = "el mediodía" y ánthemon = flor).
crystallinum: epíteto que procede del latín cristallus, del (griego: krystallos), que significa "hielo o cristal". El nombre hace referencia a la presencia de papilas acuosas en las hojas.
sinonimia
- Cryophytum crystallinum  (L.) N.E.Br. in E.Phillips
- Gasoul crystallinum (L.) Rothm.[4]

## Nombre común
- Castellano:"ANÉMONA DE TIERRA" escarcha, escarchada, escarchosa, flor de la plata, hierba de la plata, hierba escarchada, lengua de vaca, plateada, rocío, yerba de la plata, yerba del rocío, yerba escarcha, yerba escarchada, yerba plata, yerba plateada.[4]

barrilla